# Бартеров синдром
Бартеров синдром (енгл. Bartter’s syndrome) је болест која се карактерише; ниским нивоом калијума у крви (хипокалијемијом која настаје због губитка калијума преко тубуларног система бубрега), повишеном ренинском активношћу плазме, излучивањем алдостерона и нормалним артеријским крвним притиском.
Главни узрок синдрома је поремећај кретања електролита унутар бубрежних каналића (тубула), тако да у њему поред сниженог нивоа калијума у крви, постоји и повишено излучивање магнезијума (хипермагнезиурија), као и снижен ниво магнезијума у крви (хипомагнеземија).
Синдром који се наслеђује аутозомно-рецесивно (преко две копије гена), према епидемиолошким истраживањима о броју оболелих не спада у групу честих наследних болести.

## Историја
Фредерик Бартер са сарадницима, 1962. године први су описали два болесника са клиничком сликом хипокалијемијске метаболичке алкалозе, хипералдостеронизмом, нормалним притиском крви, смањеним вазопресорним одговором на ангиотензин-2 у интравенској инфузији, и хиперплазијом ћелија јукстагломерулског апарата бубрега. Од тада, у литератури се слични поремећаји код деце и одраслих особа описују под називом Бартеров синдром.

## Епидемиологија
Бартеров синдром је ретка болест, чија учесталост варира од земље до земље.
- У Сједињеним Америчким Државама, њена тачна учесталост је непозната.
- У Костарики, учесталост неонаталног облика Бартеровог синдрома је око 1,2 на 100.000 живорођене деце (мада је заправо нешто већа ако се узму у обзир сви превремени порођаји).[8]
- У Кувајту, преваленција између сродника или сродних породица код пацијената са Бартеровим синдромом је већа од 50%, а преваленција у општој популацији је 1,7 на 100.000 становника.[9]
- У Шведској, учесталост је 1,2 на 1 милион становника.[10]

Неонатални облик Бартеровог синдром може да се дијагностикује пре рођења или одмах након рођења. У класичном облику, симптоми почињу код новорођенчади или код одојчади и деце узраста од 2 године или млађе. Међутим Гителманов синдром се често не дијагностикује до адолесценције или раног одраслог доба.

## Патофизиологија
Основни патофизиолошки поремећај код Бартеровог синдрома одиграва се у тубулима бубрега, због поремећене реапсорпција јона хлора, шо повлачи за собом и појачано екскрецију натријума, калцијума и калијума мокраћом.
Екскреција калијума мокраћом одвија се највећим делом под дејством система ренин-ангиотензин-алдостерон (РААС), који је у овом синдрому активиран секундарно, као последица хипонатремијске дехидратације.
Хиперпродукција простагландина је, слично активисању система ренин-ангиотензин-алдостерон (РААС), секундарна појава, док је недостатак Там-Хорсфаловог протеина, са становишта патогенезе Бартеровог синдрома, још увек нејасан.
Од правог Бартеровог синдрома треба разликовати тзв. „лажни Бартеров синдром” (или „псеудо - Бартер”) који се карактерише хипохлоремијом услед губитка јона хлора екстрареналним путем, што се дешава код булимије и цикличног повраћања, код хлоридне дијареје, претеране употребе лаксативних лекова, и код цистичне фиброзе или код губитка хлора путем бубрега услед примене диуретских средстава.
Током 1966. године из групе „правог”, или „класичног Бартеровог синдрома”, издвојена је варијанта са хипомагнезијемијом и хипокалциуријом и која је названа је Гителманов синдром, по др Гителману, који је болест први описао код три одрасла болесника са епизодама слабости мишића, тетанијом, хипокалијемијом и хипомагнезијемијом.
Осамдесетих година прошлог века издваја се и друга, неонатусна варијанта Бартеровог синдрома, чији први клинички описи потичу из 1971. године. Овај тип Бартеровог синдрома одликује полиурија фетуса (која изазива полихидрамнион) и превремено рађање детета. После рођења, овај тип синдрома карактерише се развојем нефрокалцинозе, изостенурије, перзистентне хиперкалциурије и губитак соли мокраћом, док хипокалијемијска алкалоза није посебно тешка. Штавише, у раном периоду неонатус, код њега се уместо хипокалијемије може наћи хиперкалијемија, због чега се ово стање може погрешно дијагностиковати као псеудохипоалдостеронизам.

## Генетски ентитети Бартеровог синдрома
Данас се, на основу резултата научних испитивања, посебно у области молекуларне биологије, Бартеров синдром дели на три различита генетска и клиничком ентитета:
1. Бартеров синдром неонатуса
Овај облик Бартеров синдром (који се јавља се код новорођенчета), одликује се полиуријом фетуса, превременим рођењем, епизодама тешке дехидратације после рођења, застојем у расту, хиперкалциуријом и раном појавом нефрокалцинозе.
Последица је мутације гена који је одговоран за активност котранспорта натријум-калијум-хлора у тубулима бубрега или мутације другог гена који управља каналом калијума зависним од АТП.
2. Касични Бартеров синдром
Класични облик Бартеровог синдрома јавља се код млађе деце карактерише се полиуријом, хипокалијемијом, застојем у расту. Последица је дефекта гена за канал хлора (CIC-Kb) на дисталном тубул бубрега.
3. Гителманов синдром.
Гителманов синдром се јавља у касном детињству или адолесценцији. Настаје као последица мутације гена одговорних за котранспорт натријум-хлора на дисталном тубул. Болесниици са Гителмановим синдромом повремено показују слабост мишића или тетанију, хипокалијемију и хипомагнезијемију.
| Ентитет                                                          | Тип Бартеровог синдрома | Мутација кодираног гена | Оштећење                                           |
| ---------------------------------------------------------------- | ----------------------- | ----------------------- | -------------------------------------------------- |
| Бартеров синдром неонатуса                                       | тип 1                   | NKCC2                   | Na-K-2Cl симпортер                                 |
| Бартеров синдром неонатуса                                       | тип 2                   | ROMK                    | K+ канали растуће дебљине од колена Хенлеове петље |
| Класични Бартеров синдром                                        | тип 3                   | CLCNKB                  | Cl- канали                                         |
| Бартеров синдром са губитка слуха                                | тип 4                   | BSND                    | Cl- поједини делови канала                         |
| Бартеров синдром повезан са аутозомно доминантном хипокалцемијом | тип 5                   | CASR                    | Активирање мутација калцијум-сензитивних рецептора |
| Гителманов синдром                                               | -                       | SLC12A3 (NCCT)          | Натријум-хлоридни симпортер                        |

## Клиничка слика
У клиничкој слици доминирају следећи симптоми:
- Мишићна слабост, или периодична парализа, као последица хипокалијемије
- Повећано излучивање мокраће (полиурија)
- Нормалан артерики крвни притисак

## Дијагноза
Дијагноза болести пре рођења детета са неонатусним Бартеровим синдромом првенствено се заснивала на налазу високе концентрације јона хлора у амнионској течности. У новије време дијагностика је прецизнија јер је заснована на анализи ДНК из трофобласта.

## Терапија
Лечење Бартеровог синдрома заснива се на примени лекова инхибитора синтезе простагландина, мада се код класичног облика често додају и соли калијума и диуретска средства која штеде калијум. Инхибиција синтезе простагландина индометацин, ибупрофен, или аспирином има варијабилан успех. Бета-адренергични блокатори (бета блокатори) могу да снизе производњу ренина.
Употреба инхибитора простагландина не препоручује се у пренатусном и раном неонатусном периоду.
Код Гителмановог синдрома примењују се соли магнезијума (најбоље магнезијум хлорида).

## Прогноза
Гителманов и Бартеров синдром су аутозомно рецесивно поремећаји, па су као такви неизлечиви. Прогноза болесника зависи од степена дисфункције тубуларних преносника. У случају типичне клиничке слике акутног бубрежног синдрома, без лечења знатни су морталитет и морбидитет. Ако се лечење започне правовремено, прогноза је добра, без знатног скраћења животног века, а у мањег процента болесника развија се споропрогресивни отказ бубрега.. У болесника са атипичном клиничком сликом, и код појединаца који су способни да воде нормалан живот, прогноза је добра, при чему треба водити рачуна на учинке хипокалиемија због могућих срчаних аритмија.
Ефекти инхибиције синтетазе простагландина, који се користе у терапији доводе до:
- повећања концентрације калијума у плазми (међутим, она ретко прелази 3,5 mEq/L),
- смањења интензитета полиурије,
- општег побољшање здравственог стања,
- нормализације нивоа плазма ренина и алдостерона.

Тако да свеукупно гледано терапија побољшава клиничко стања и омогућава правилан раст и развој детета. Коштана старост обично одговара хронолошкој старости, а пубертет и интелектуални развој су нормални, ако је спроведана правилна трерапија. Код неких болесника може се јавити понављање хипокалемије, што се може регулисати прилагођавањем дозе индометацина или применом калијум суплементима.
Оба синдрома се не јављују у болесника након трансплантације бубрега.